# 藤原実茂
藤原 実茂（ふじわら の さねしげ）は、平安時代後期の貴族。官位は備前守、能登守。

## 経歴
概ね11世紀前期頃において活動していた。
山城国追捕使、備前国および能登国の国司を歴任するも、いずれも圧政により人民を苦しめていたことで評判は非常に悪く、朝廷へ上訴されたことによりまもなく配流されたらしい。その後の消息は不明。